# Vera Broido
Vera Broido (Sant Petersburg, 7 de setembre de 1907 - Stevenage, 11 de febrer de 2004) va ser una escriptora d'origen rus i cronista de la Revolució Russa.

## Biografia
Vera Broido va néixer a Sant Petersburg l'any 1907, filla de dos revolucionaris jueus russos. Va rebre el nom en honor de dues revolucionàries llegendàries, Vera Figner i Vera Zasulich. Bona part de la seva infància i joventut la va passar fugint, primer de la policía secreta del Tsar i després de la repressió boltxevic. Quan els seus pares estaven en missió política o eren empresonats, ella era acollida per famílies menxevics. La seva mare, Eva Lvovna Broido (1876-1941), una destacada menxevic, l'any 1914 va ser condemnada a l'exili a Sibèria per la seva oposició a la guerra i els bolxevics. La resta de la família es va traslladar a Berlín. Mai no va tornar a veure la seva mare, tot i que va tornar voluntàriament al partit socialdemòcrata, a la clandestinitat a Rússia el 1927, i després se li va dir que havia estat executada.
Durant la seva estada a Berlín als anys vint, Broido va conèixer l’artista d’avantguarda i el dadaista convertit en fotògraf de la societat Raoul Hausmann. Es va convertir en la seva amant i musa, vivint en un ménage à trois amb ell i la seva dona Hedwig Mankiewitz al modern districte de Charlottenburg de Berlín, entre el 1928 i el 1934. Els tres van viure també a Eivissa a partir de 1933, primer a Sant Antoni i després a can Palerm. La mateixa Vera Broido va explicar anys després que van arribar a l'illa buscant un lloc per treballar verge i barat, que no fos gaire freqüentat per la colònia estrangera. Allà van entrar en contacte amb el grup d'artistes i intel·lectuals que als anys trenta van iniciar el mite de l'illa. Broido no era únicament una font d'inspiració per a Hausmann, sinó que hi va col·laborar directament, com en l'estudi etnogràfic i arquitectònic d'Eivissa que encara avui és un punt de referència per a l'arquitectura eivissenca. El desgast de la vida en comú, l'esclat de la Guerra Civil i els episodis de gelosia de Hausmann cap al seu amic Antoni Ribas, van propiciar que Vera Broido deixés l'illa. Anys després, en les seves memòries Daughter of the Revolution. A Russian girlhood remembered va escriure sobre la seva triple condició de musa, espectadora i contrincant en aquesta relació.
El 1941 Broido es va casar amb l'historiador britànic Norman Cohn, amb qui va tenir un fill, Nick Cohn, que es va convertir en escriptor i music de rock. Quan va arribar al Regne Unit amb el seu nou marit, Broido es va fer un lloc entre els emigrats russos i va escriure llibres sobre les dones en revolució, els menxevics i la seva obra més forta, una autobiografia que repassava la seva infància a Rússia i el seu viatge a través d’Europa fins al Regne Unit. Després d’una estada a Derry a Irlanda del Nord, va tornar a casa seva a Londres i després a Wood End, Hertfordshire. Va morir pacíficament el 2004 a l'edat de 97 anys a Stevenage.

## Obra
A més de la seva autobiografia, Vera Broido va escriure dos llibres d'història sobre el moviment revolucionari rus. Les seves vivències li proporcionaven una font de primera mà per descriure el compromís idealista de les persones que van protagonitzar la revolució, així com la repressió que van patir. Igualment, va traduir i editar les memòries de la seva mare.
- Apostles into Terrorists: Women and the Revolutionary Movement in the Russia of Alexander II. Maurice Temple Smith Ltd, 1978.
- Lenin and the Mensheviks: The Persecution of Socialists under Bolshevism. Westview Press, 1987.
- Daughter of the Revolution: A Russian Girlhood Remembered, 1999.

- Broido, Eva L'vovna. Memoirs of a Revolutionary. Oxford University Press, 1967.